# يورغ شنايدر
يورغ شنايدر هو سياسي ألماني، ولد في 14 مايو 1964 في زولينغن في ألمانيا. نشط حزبياً في البديل من أجل ألمانيا. في الانتخابات الفيدرالية الألمانية 2017، انتخب عضو في البوندستاغ الألماني عن دائرة غلزنكيرشن ‏ وقد انضم خلال البوندستاغ الألماني التاسع عشر (24 أكتوبر 2017 – ) للكتلة البرلمانية جماعة حزب البديل من أجل ألمانيا في البوندستاغ ‏.